# Skigebiet Großglockner Heiligenblut
Koordinaten: 47° 3′ 24″ N, 12° 51′ 50″ O
Das Skigebiet Großglockner Heiligenblut ist ein Skigebiet in den Hohen Tauern in Heiligenblut in Kärnten.

## Lage
Das Skigebiet befindet sich in der Goldberggruppe südöstlich des Großglockners, des höchsten Bergs Österreichs, und südlich des Hocharn. Es ist von Talstationen in Heiligenblut am Ende der Großglocknerstraße Heiligenblut–Dölsach (B 107) und der südlichen Mautstelle der Großglockner-Hochalpenstraße erreichbar.
Es erstreckt sich von Heiligenblut über den Südhang des Scharecks (2606 m ü. A., östlich der Glocknerstraße), und über Fallbichl an der Glocknerstraße zum Wallackhaus und Viehbichl (2404 m ü. A.), sowie am Westhang der Gjaidtroghöhe (2988 m ü. A.).

## Skigebiet
Das Skigebiet umfasst die Bergbahn Heiligenblut – Schareck (Seilbahn Rossbach zur Mittelstation und Schareck), die Panoramabahn Grossglockner (Seilbahn von Fallbichl), die Schlepplifte Seppenalm und Tauernberg am Schareck, den Schlepplift Viehbühel, die Tunnelbahn Fleissalm, und den Sessellift Fleissbahn und die Schlepplifte Hochfleiss (zum höchsten Punkt des Skigebiets auf 2902 m unterhalb der Gjaidtroghöhe) und Ederfeld. Im Tal gibt es zwei kleine Übungsschlepper.
Es wird von der Grossglockner Bergbahnen Touristik GmbH betrieben und gehört zur Schröcksnadel-Gruppe.